# 小松原道太郎
小松原道太郎（1886年7月20日—1940年10月6日），大日本帝国陸軍軍人。最終军階陸軍中将。

## 生平
神奈川县出身，海軍工廠技師小松原五良長子。先后就读東京陸軍地方幼年学校、日本陸軍幼年學校。1905年11月，自日本陸軍士官学校（第18期）毕業。1906年6月派任步兵第34聯隊步兵科少尉。1909年至1910年派往俄羅斯帝國學習俄语。回國後調入参謀本部 (日本)，参加青岛战役。1915年12月，自日本陸軍大学校（第27期）毕业。
畢業後，小松原調入步兵第34連隊擔任營長、参謀本部付勤務、参謀本部員、参謀本部付（欧州・对苏諜報）、俄罗斯大使館武官辅佐官、参謀本部員、陸大專攻学生、陸大教官、苏联大使館武官、参謀本部、步兵第57連隊團長、後調入關東軍司令部所屬哈爾濱特務機關擔任主官。1934年8月晋级陸軍少将。
晉升少將後，小松原調回帝國陸軍參謀本部，後擔任歩兵第8旅团旅長、近衛師团步兵第1旅團旅長、第2独立守備隊指揮官。1937年11月升陸軍中将。1938年7月7日，被任命為第23師團師長（至1939年11月6日）駐屯海拉尔。电报「外蒙古兵700名不法越境、師团一部与满州軍消灭之」。引发诺门罕战役，第23師团遭毁灭性打撃。
1939年11月历任關東軍司令部付、参謀本部付。诺门罕事件敗戰後高層決定讓他在1940年1月31日编入预備役，并于10月6日因胃癌去世。
2011年黑宫广昭教授提出了小松原是苏联间谍的观点。

## 荣誉

### 外国勋章奖章
- 一类二等自由十字奖章（英语：Cross of Liberty (Estonia)）（爱沙尼亚，1920年3月26日[3]）

## 家庭
- 弟：小松原遡郎（陸軍大佐）